# معادله اکسنر
معادله اکسنر (انگلیسی: Exner equation) برای بیان پایستگی جرم در رسوب در سیستم‌های جریانی مانند رودخانه‌ها به‌کار می‌رود. این معادله توسط فلیکس ماریا فون اکسنر-اوارتن هواشناس و رسوب‌شناس اتریشی بیان شده و به‌نام او نام‌گذاری شده است.
معادله اکسنر پایستگی جرم میان رسوبات بستر رودخانه و رسوبات منتقل‌شده را تشریح می‌کند. بر اساس این معادله ارتفاع بستر رودخانه به نسبت میزان رسوبی است که منتقل نمی‌شود و برعکس کاهش ارتفاع بستر (فروسایی بستر) وابسته به میزان رسوباتی که توسط جریان منتقل می‌شود.